# Jingxi
Jingxi (靖西市S, Jìngxī ShìP) è una città-contea della Cina, situata nella regione autonoma di Guangxi e amministrata dalla prefettura di Baise.